# Eusebio Tejera
Eusebio Ramón Tejera Kirkerup (Montevidéu, 6 de janeiro de 1922 — 9 de novembro de 2002) foi um futebolista uruguaio que jogava como zagueiro. Foi titular no Maracanaço mesmo fora de forma, o que havia atraído críticas da imprensa em seu país natal.
No futebol doméstico, foi ídolo no Nacional, clube pelo qual foi três vezes campeão uruguaio (1946, 1947 e 1950). Vestiu a camisa da Celeste Olímpica em 31 ocasiões oficiais, entre 1945 e 1954.[carece de fontes?]
Há fonte na mídia brasileira a aponta-lo como sobrinho de Domingo Tejera, por sua vez campeão da Copa do Mundo FIFA de 1930, informação ausente em meios estrangeiros,[carece de fontes?] incluindo perfil seu em livro uruguaio dedicado aos ídolos do Nacional.

## Carreira em clubes

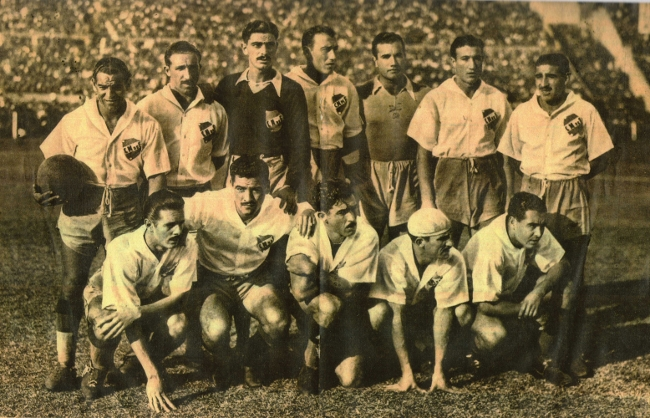
O Nacional em 1945. Tejera, de bigode, é o segundo jogador em pé.

Tejera começou nas divisões inferiores do campeonato uruguaio, no Bella Vista, ausente da elite entre 1941 e 1950.[carece de fontes?] De lá, passou ao River Plate uruguaio. Estreou pela Seleção Uruguaia em 24 de janeiro de 1945, data em que enfrentou o Equador pela Copa América daquele ano. Tejera ainda era jogador do River, ainda que o clube tenha sido oitavo colocado de dez times no campeonato uruguaio de 1944, a um ponto do rebaixado Racing de Montevidéu.[carece de fontes?]
O Uruguai ficou apenas em quarto na Copa América, mas Tejera, que no torneio iniciou dupla com Raúl Pini,[carece de fontes?] passou a reedita-la no Nacional, que o contratou no decorrer de 1945. Um primeiro título veio em 1946, ano em que Tejera, mesmo recém-chegado e mais novo que alguns colegas, foi escolhido o novo capitão para suceder o aposentado Roberto Porta, ex-jogador das seleções italiana e uruguaia.
A conquista seguida de um bicampeonato em 1947. Assim, o Nacional foi o representante Uruguai no Campeonato Sul-Americano de Campeões realizado no início de 1948, considerado precursor da Taça Libertadores da América. A competição foi sediada no Chile e a equipe uruguaia foi a que recebeu as melhores condições econômicas para participar.
Na competição, o Nacional venceu por 3-0 o River Plate, no que foi considerada a melhor exibição de um dos participantes. O campeão terminou sendo o Vasco da Gama, com os uruguaios culpando uma arbitragem tendenciosa no confronto contra o time anfitrião, o Colo-Colo. O ano, porém, ficou marcado por uma longa greve, que paralisou o campeonato após a primeira rodada do segundo turno. O Nacional era o líder invicto e foi declarado campeão em função do longo tempo de greve.
Como a greve alongou-se demais, decidiu-se que o Nacional seria declarado campeão. Naquele ano, o clube também venceu a Copa Ricardo Aldao válida ainda pelo ano de 1946, com uma goleada de 7-2 sobre o San Lorenzo. O torneio era um tira-teima contra o campeão argentino para definir o melhor time do Rio da Prata. A disputa se atrasou em virtude de excursão do San Lorenzo à Europa. O próprio futebol argentino também enfrentou greve na época, levando ao êxodo de muitos dos grandes astros de lá ao chamado "Eldorado Colombiano". Eram tempos em que a atividade de futebolista, embora já profissionalizada, não era lucrativa, com contratos considerados "escravagistas".
A liga colombiana, por sua vez, oferecia contratos capazes de atrair até jogadores europeus, ainda que fosse banida pela FIFA por descumprir diretrizes sobre as transferências. A greve levaria o parceiro de Tejera, Raúl Pini, ao Millonarios, a principal equipe do "Eldorado", a contratar também os astros argentinos Alfredo Di Stéfano, Adolfo Pedernera e Néstor Rossi. Sem Pini, Tejera passou a fazer dupla de zaga com José Santamaría, posteriormente colega do próprio Di Stéfano no Real Madrid e na seleção espanhola. O Peñarol terminou campeão em 1949, em campanha que fez com que três adversários deixassem o estádio durante o intervalo: Rampla Juniors, o Liverpool e o próprio Nacional, que abandonou a partida no intervalo após derrota parcial de 2-0 na qual tivera dois jogadores expulsos, no que ficou conhecido como Clásico de la Fuga. Um dos expulsos havia sido Tejera.
O Peñarol, naturalmente, foi a base da seleção na Copa do Mundo FIFA de 1950, com seis dos titulares no Maracanaço. Já Tejera foi um dos três tricolores, junto com Schubert Gambetta e Julio Pérez, ainda que estivesse visivelmente fora de forma, com uma barriga saliente. Tejera estava oito quilos acima do ideal em função de uma lesão que o deixara muito tempo parado. Seu armário nos vestiários do clube era descrito como uma verdadeira "farmácia". O Nacional terminou campeão uruguaio em 1950, motivo de orgulho especial por definir-se como campeão do país campeão mundial. Mas, curiosamente, os jogadores vencedores da Copa tiveram escassa participação, casos dele, de Gambetta, Pérez e de Aníbal Paz e Rodolfo Pini, reservas na seleção - Rodolfo era irmão de Raúl, cuja presença no exterior o privou de participar da Copa.
O próprio Tejera também foi em seguida jogar na "liga pirata" colombiana, defendendo por dois anos o Cúcuta. Voltou ao Uruguai posteriormente para jogar no Defensor, clube que defendia quando foi convocado à Copa do Mundo FIFA de 1954. Parou de jogar em 1958.[carece de fontes?]

## Seleção
Tejera estreou pela Seleção Uruguaia em 24 de janeiro de 1945, data em que enfrentou o Equador pela Copa América daquele ano, no estádio Nacional em Santiago. Ainda era jogador do River Plate uruguaio. A seleção ficou apenas em quarto lugar.[carece de fontes?] Já como jogador do Nacional, esteve em mais duas edições da Copa América, em 1946 e 1947, com a Celeste terminando respectivamente em quarto e em terceiro. Na de 1949 toda a seleção foi desfalcada, sendo representada por um time juvenil em face da longa greve deflagrada no ano anterior.[carece de fontes?]
Tejera foi titular d Copa do Mundo FIFA de 1950 mesmo oito quilos acima do ideal, com as fotografias da época registrando uma barriga saliente. A convocação não deixou de ser bastante criticada pela imprensa de seu país. Tejera fez dupla de zaga com Matías González desde a primeira partida, o 8-0 sobre a Bolívia. Mas a falta de forma lhe atrapalhou nas partidas seguintes. Contra a Espanha, o Uruguai começou vencendo, mas o placar foi revertido par 2-1 após Tejera não conseguir acompanhar a velocidade do ponta adversário Estanislao Basora. Os sul-americanos conseguiram o empate graças a uma jogada individual de Obdulio Varela.
Contra a Suécia, o desenrolar foi semelhante: os uruguaios começaram ganhando e sofreram virada parcial de 2-1. Tejera foi o único jogador de linha a permanecer recuado enquanto os demais colegas avançaram para evitar a derrota, tática premiada com nova virada, agora favorável, com a Celeste vencendo por 3-2 graças a dois gols nos quinze minutos finais. No dia do Maracanaço, Tejera e os demais uruguaios pareciam relaxados quando estavam perfilados nas cerimônias pré-jogo contra o Brasil. Quando as duas seleções posaram para fotografias, o grosso dos repórteres posicionou-se para registrar os brasileiros. Tejera então chegou a exclamar:
Venham para cá, que o campeão está aqui 
Na partida, Tejera foi encarregado de marcar Zizinho, sendo auxiliado na tarefa pelo meia-direita Juan Alberto Schiaffino, que recuava com o outro meia, Julio Pérez, para reforçar a marcação a fim de evitar as trocas de passes entre Zizinho, Ademir de Menezes e Jair da Rosa Pinto, jogadas que haviam feito o Brasil golear os adversários anteriores. Tejera também ocasionalmente, pelo centro, auxiliava Matías González na marcação sobre Ademir. A tática surtiu efeito no primeiro tempo, encerrado em 0-0 e com os lances mais perigosos sendo criados pelos visitantes. No segundo tempo, ele não teve culpa no gol brasileiro, de Friaça.
Após o mundial, Tejera foi jogar na equipe colombiana do Cúcuta, o que lhe rendeu alguns anos de ausência na seleção, que só na década de 1970 passou a admitir a convocação de quem jogasse no exterior. Voltou ao Uruguai para jogar no Defensor, a tempo de ser convocado à Copa do Mundo FIFA de 1954. Porém, não jogou nenhuma partida, com a defesa celeste sendo composta por José Santamaría, William Martínez e Víctor Rodríguez Andrade. A última partida de Tejera pelo Uruguai deu-se em 5 de junho daquele ano, data da última partida anterior ao mundial, em que goleou-se por 7-1 a extinta seleção do Sarre em Saarbrücken.[carece de fontes?]

## Após parar
Tejera largou o futebol assim que parou de jogar, passando a levar uma vida modesta como funcionário público, como a maioria dos ex-colegas de Maracanaço. Também foi taxista e faleceu aos oitenta anos, em 9 de novembro de 2002. Sua morte deu-se próximo das datas de falecimento de outros colegas da seleção de 1950, casos de Julio Pérez, também do Nacional, e Juan Alberto Schiaffino, do rival Peñarol. Assim, um clássico Nacional vs. Peñarol realizado em 24 de novembro homenageou o trio com um minuto de silêncio, com as duas torcidas rivais unindo-se nos aplausos.

## Títulos
- Campeonato Uruguaio: 1946, 1947 e 1948 [1]
- Copa do Mundo FIFA: 1950 [1][2]